# Прилив и отлив

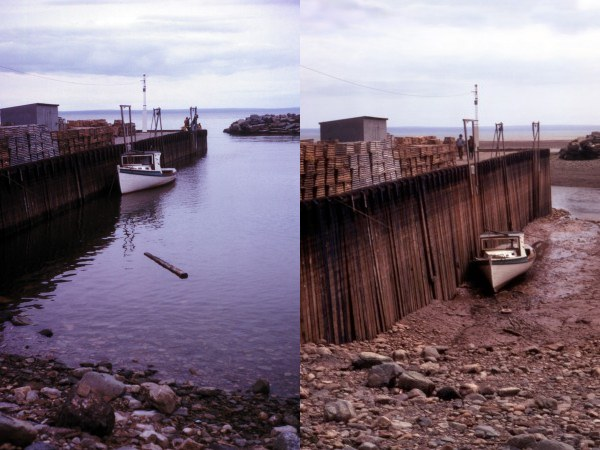
Залив Фанди во время прилива и отлива

Прили́в и отли́в — периодические колебания уровня океана или моря, являющиеся результатом воздействия гравитационных сил Луны и Солнца, однако приливообразующая сила Луны в 2,17 раза больше приливообразующей силы Солнца, поэтому характеристики прилива в основном зависят от взаимного положения Луны и Земли.
Приливы и отливы вызывают изменения в высоте уровня моря, а также периодические течения, известные как прили́вные течения, делающие предсказание приливов важным для прибрежной навигации. Отливы играли заметную роль в снабжении прибрежного населения морепродуктами, позволяя собирать на обнажившемся морском дне пригодную для еды пищу.

## Время и высоты приливов
Данные о высоте и времени приливов для конкретного места можно вычислить по астрономическим величинам N (времени кульминации Луны) и С (изменения параллакса Луны), пользуясь «Постоянными таблицами приливов». Помимо вычислений, время наступления прилива можно узнать из издающихся «Ежегодных таблиц приливов».
Найденные по таблицам средние высоты приливов уточняются в зависимости от атмосферного давления (так повышение давления в 1 миллибар понижает уровень моря на 10 мм и наоборот) и от силы и направления ветра, формирующего сгонно-нагонные колебания.

## Зависимость высоты приливов от степени связи водоёма с океаном
Интенсивность приливов и отливов зависит от многих факторов, однако наиболее важным из них является степень связи водоёмов с мировым океаном. Чем более замкнут водоём, тем меньше степень проявления приливо-отливных явлений.
Так, например, в Балтийском, Черном и Каспийском морях эти явления практически незаметны.
С другой стороны, если в месте образования прилива достаточно большой амплитуды имеется сужающийся залив или устье реки, это может привести к образованию мощной приливной волны (приливного бора), которая поднимается вверх по течению реки, иногда на сотни километров. Места, где наблюдается приливной бор:
- река Амазонка — высота до 4 метров, скорость до 25 км/ч;
- река Фучуньцзян (Ханчжоу, Китай) — самый высокий в мире приливной бор, высота до 9 метров, скорость до 40 км/ч;
- река Птикодьяк (залив Фанди, Канада) — высота достигала 2 метров, ныне сильно ослаблен дамбой;
- залив Кука, один из рукавов (Аляска) — высота до 2 метров, скорость 20 км/ч.

## Объяснение причин приливов

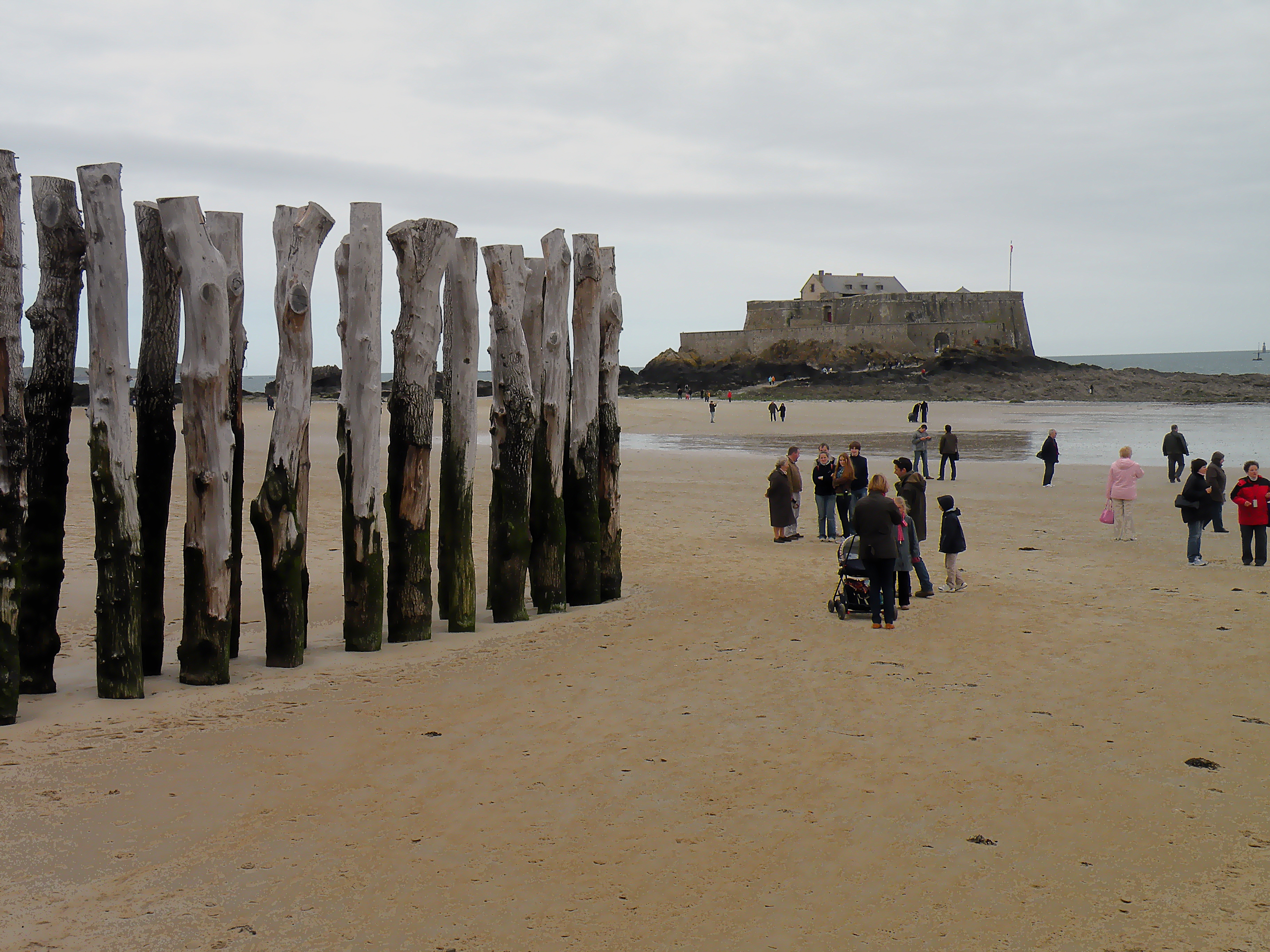
Отлив у Сен-Мало

Хотя для земного шара сила тяготения Солнца почти в 200 раз больше, чем сила тяготения Луны, прили́вные силы, порождаемые Луной, вдвое больше порождаемых Солнцем. Это происходит из-за того, что приливные силы зависят не только от величины гравитационного поля, но и от степени его неоднородности, которая уменьшается при увеличении расстояния от источника поля, так что приливная сила обратно пропорциональна кубу расстояния до её источника (тогда как сила тяготения — квадрату). 
Суточное вращение Земли приводит к тому, что в системе отсчёта, связанной с земной поверхностью, по океану бегут по противоположным сторонам земного шара две волны, приводящие в каждой точке океанского побережья к периодическим, два раза в сутки повторяющимся явлениям прилива, чередующимся с явлениями отлива — за счёт взаимодействия с Луной; и ещё две, меньшего размера — за счёт взаимодействия с Солнцем. Итоговая приливная волна представляет собой суперпозицию этих волн.
Взаиморасположение Луны и Солнца относительно Земли периодически меняется, поэтому меняется величина и скорость результирующих приливно-отливных явлений.
Лунный промежуток — это задержка прихода волны, то есть отрезок времени с момента прохождения Луной наивысшего положения над горизонтом или наинизшего положения под горизонтом (то есть пересечения ею небесного меридиана) до момента максимального уровня воды в ходе прилива.

## История изучения и использования приливов

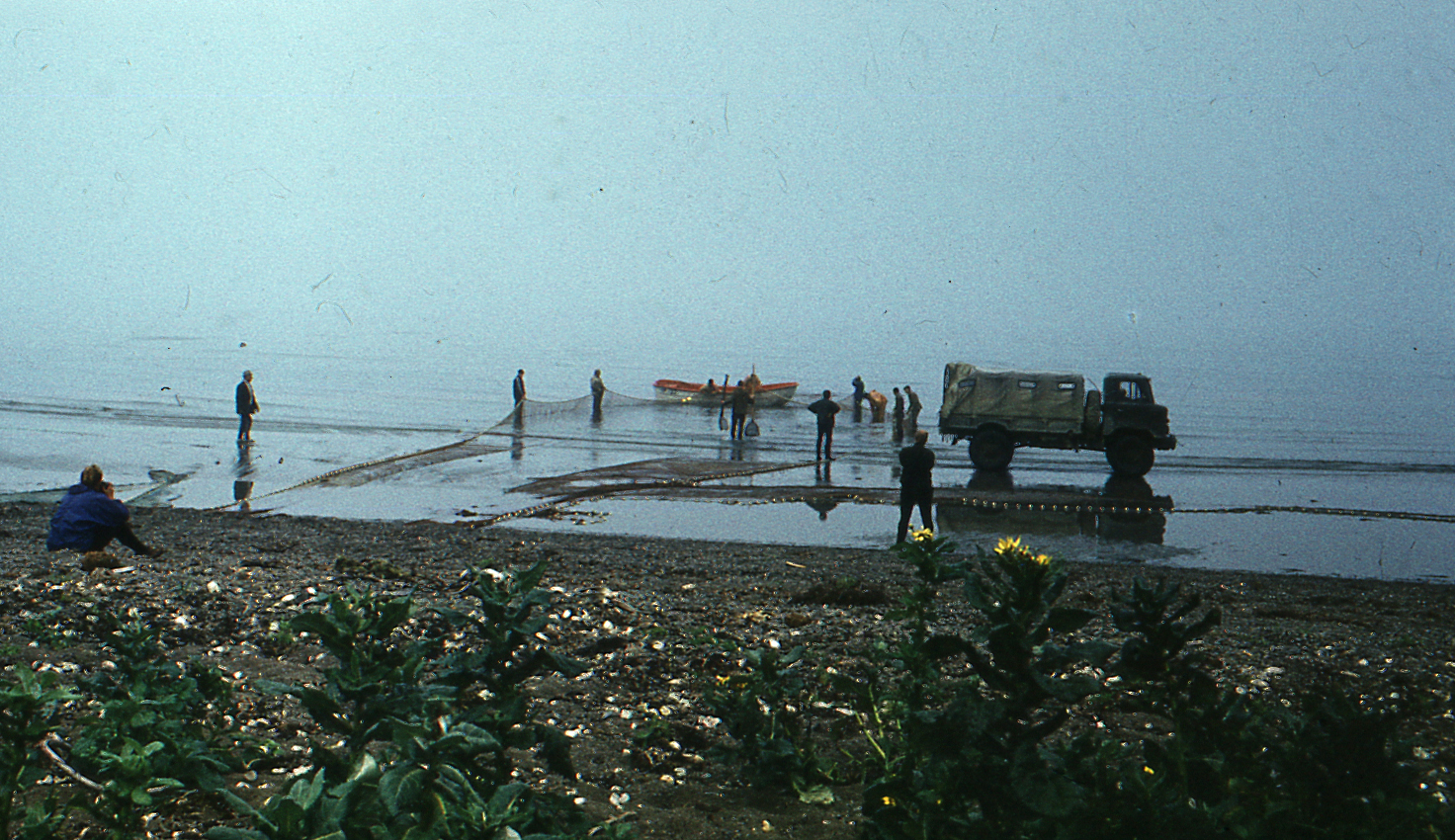
Сбор чилима (съедобного рачка) во время отлива в заливе Мордвинова (остров Сахалин), лето 1990 г.

Гай Юлий Цезарь в книге «Записки о Галльской войне» (книга 4 гл. 29) связывает необычно высокий прилив у берегов Британии с наступившим новолунием, сообщая что до этого момента связь новолуния с высотой прилива римлянам не была известна.
Хосе де Акоста в своей Истории (1590) собрал доказательства связи отливов и приливов с фазами Луны: он указал, что период приливов, происходящих дважды в сутки, отличается на три четверти часа от солнечных суток, что известна также месячная периодичность приливов, а также добавил новое доказательство: приливы на обоих берегах Панамского перешейка происходят практически одновременно. Хосе де Акоста назвал приливы «одной из замечательных тайн Природы».
Немецкий астроном Иоганн Кеплер, пришедший на основании своих наблюдений над планетами к идее всемирного тяготения, выдвинул гипотезу о том, что именно гравитация Луны является причиной приливов:

Когда Луна находится непосредственно над Атлантическим, так называемым Южным, Восточным или Индийским океаном, то она притягивает воды, омывающие земной шар. Не встречая на своем пути континентов, воды со всех сторон устремляются к обширному участку, находящемуся прямо под Луной, а берега при этом обнажаются. Но пока воды находятся в движении, Луна успевает переместиться и не располагается более прямо над океаном, в силу чего масса воды, бьющая в западный берег, перестаёт испытывать действие лунного притяжения и обрушивается на восточный берег.
Не зная точного закона всемирного тяготения, Кеплер не смог создать количественную теорию приливов.
Первым количественную теорию приливов создал Ньютон, используя доказанный им закон всемирного тяготения и свои законы механики. Эта теория объяснила, почему и лунные, и солнечные приливы происходят по два раза в сутки. Но теория приливов Ньютона была очень грубой, приблизительной, она не учитывала много факторов. Когда Ньютон попытался с её помощью рассчитать массу Луны, он получил величину, примерно в два раза отличающуюся от современного значения.
В 1740 году Королевская академия наук в Париже объявила конкурс на лучшую теорию приливов. Приз разделили Даниил Бернулли, Леонард Эйлер, Колин Маклорен и Антуан Кавальери. Каждый из них по-своему улучшил теорию Ньютона (например, Маклорен учёл силу Кориолиса).
В 1799 году Пьер-Симон Лаплас в своей книге «Небесная механика» (именно Лаплас ввёл этот термин) выдвинул совершенно другую математическую теорию приливов, хотя и основанную на ньютоновской механике. Несмотря на то, что теория Лапласа разработана в упрощающем предположении, что океан покрывает ровным слоем всю Землю, эта теория получила результаты, очень близкие к результатам наблюдений и измерений. Позже теорию Лапласа улучшили Уильям Томсон (лорд Кельвин) и Анри Пуанкаре.
В дальнейшем другие авторы уточняли теорию приливов, учитывая наличие материков, форму океанского дна, течения, ветры и так далее.

## Терминология

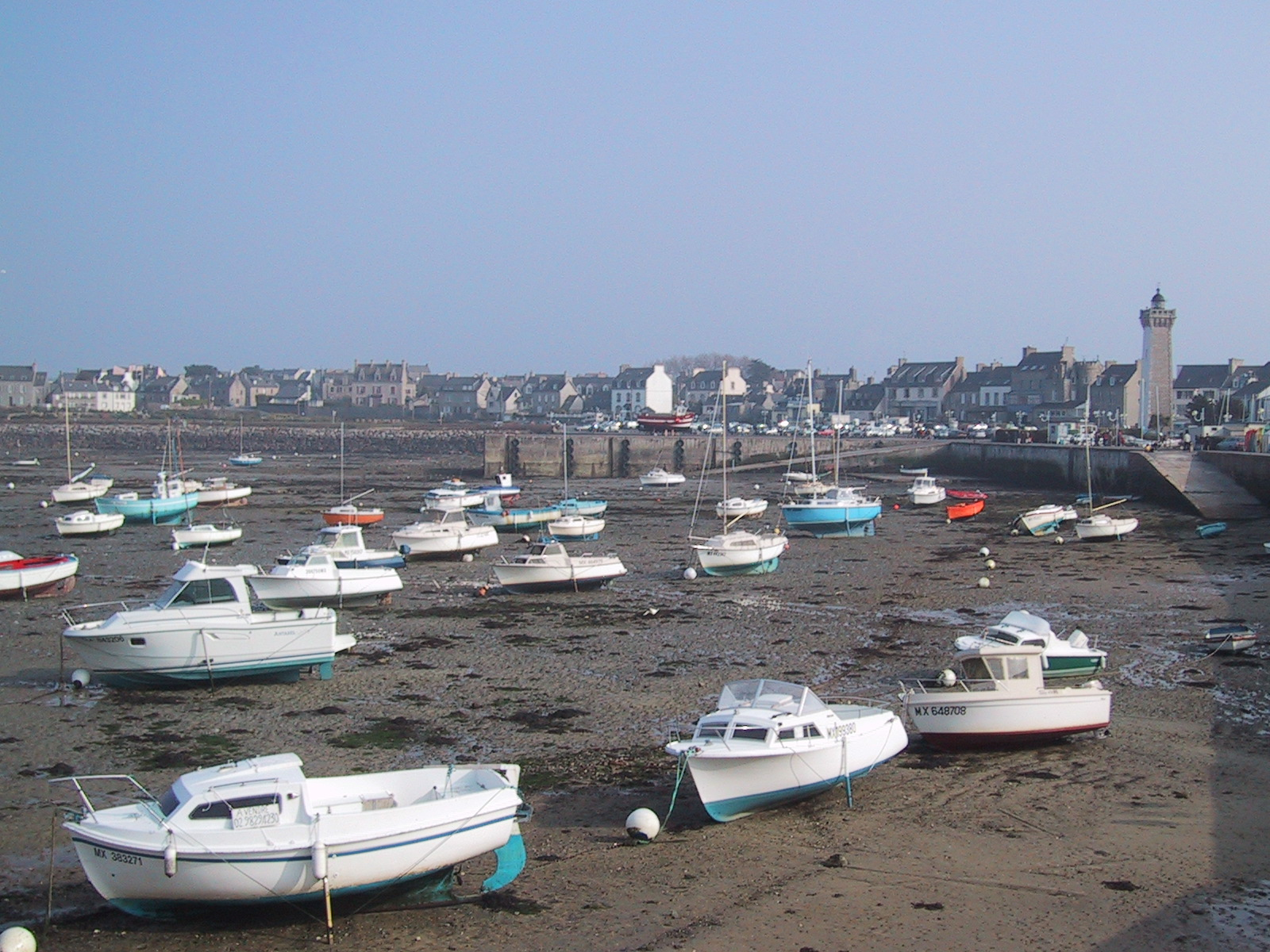
Малая вода (Бретань, Франция)

Максимальный уровень поверхности воды во время прилива называется полной водой, а минимальный во время отлива — малой водой. В океане, где дно ровное, а суша далеко, полная вода проявляется как два «вздутия» водной поверхности: одно из них находится со стороны Луны, а другое — в противоположном конце земного шара. Также могут присутствовать ещё два меньших по размеру вздутия со стороны, направленной к Солнцу, и противоположной ему. Объяснение этому эффекту можно найти ниже, в разделе физика прилива.
Поскольку Луна перемещается относительно Земли, а Земля - относительно Солнца, то вместе с ними перемещаются и водные горбы, тем самым образуя прили́вные волны и прили́вные течения. В открытом море приливные течения имеют вращательный характер, а вблизи берегов и в узких заливах и проливах — возвратно-поступательный.
Если бы вся Земля была покрыта водой, мы бы наблюдали два регулярных прилива и отлива ежедневно. Но так как беспрепятственному распространению приливных волн мешают участки суши: острова и континенты, а также из-за действия силы Кориолиса на движущуюся воду, вместо двух приливных волн наблюдается множество маленьких волн, которые медленно (в большинстве случаев с периодом 12 ч 25,2 мин) обегают вокруг точки, называющейся амфидромической, в которой амплитуда прилива равна нулю. Доминирующая компонента прилива (лунный прилив М2) образует на поверхности Мирового океана около десятка амфидромических точек с движением волны по часовой стрелке и примерно столько же — против часовой (см. карту). Всё это делает невозможным предсказание времени прилива только на основе положений Луны и Солнца относительно Земли. Вместо этого используют «ежегодник приливов» — справочное пособие для вычисления времени наступления приливов и их высоты в различных пунктах земного шара. Также используются таблицы приливов, с данными о моментах и высотах малых и полных вод, вычисленными на год вперёд для основных прили́вных по́ртов.

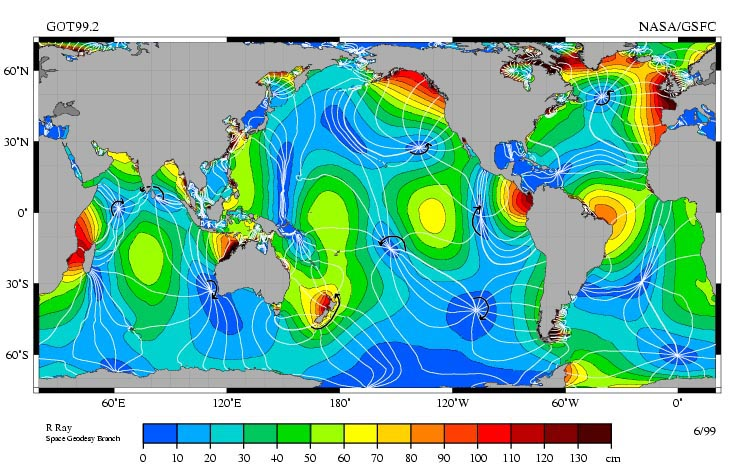
Составляющая прилива M2

Если соединить на карте точки с одинаковыми фазами прилива, мы получим так называемые котидальные линии, радиально расходящиеся из амфидромической точки. Обычно котидальные линии характеризуют положение гребня приливной волны для каждого часа. Фактически котидальные линии отражают скорость распространения приливной волны за 1 час. Карты, на которых представлены линии равных амплитуд и фаз приливных волн, называются котидальными картами.
Высота прилива — разница между высшим уровнем воды при приливе (полная вода) и низшим её уровнем при отливе (малая вода). Высота прилива — величина непостоянная, однако средний её показатель приводится при характеристике каждого участка побережья.
В зависимости от взаимного расположения Луны и Солнца малая и большая приливные волны могут усиливать друг друга. Для таких приливов исторически сложились специальные названия:
1. Квадратурный прилив — наименьший прилив, когда приливообразующие силы Луны и Солнца действуют под прямым углом друг к другу (такое положение светил называется квадратурой).
2. Сизигийный прилив — наибольший прилив, когда приливообразующие силы Луны и Солнца действуют вдоль одного направления (такое положение светил называется сизигией).

Чем меньше или больше прилив, тем меньше или, соответственно, больше отлив.
В России самые высокие приливы случаются в Пенжинской губе Охотского моря — до 12,9 м. Это точка самых высоких приливов на всём Тихом океане.

## Физика прилива

### Современная формулировка

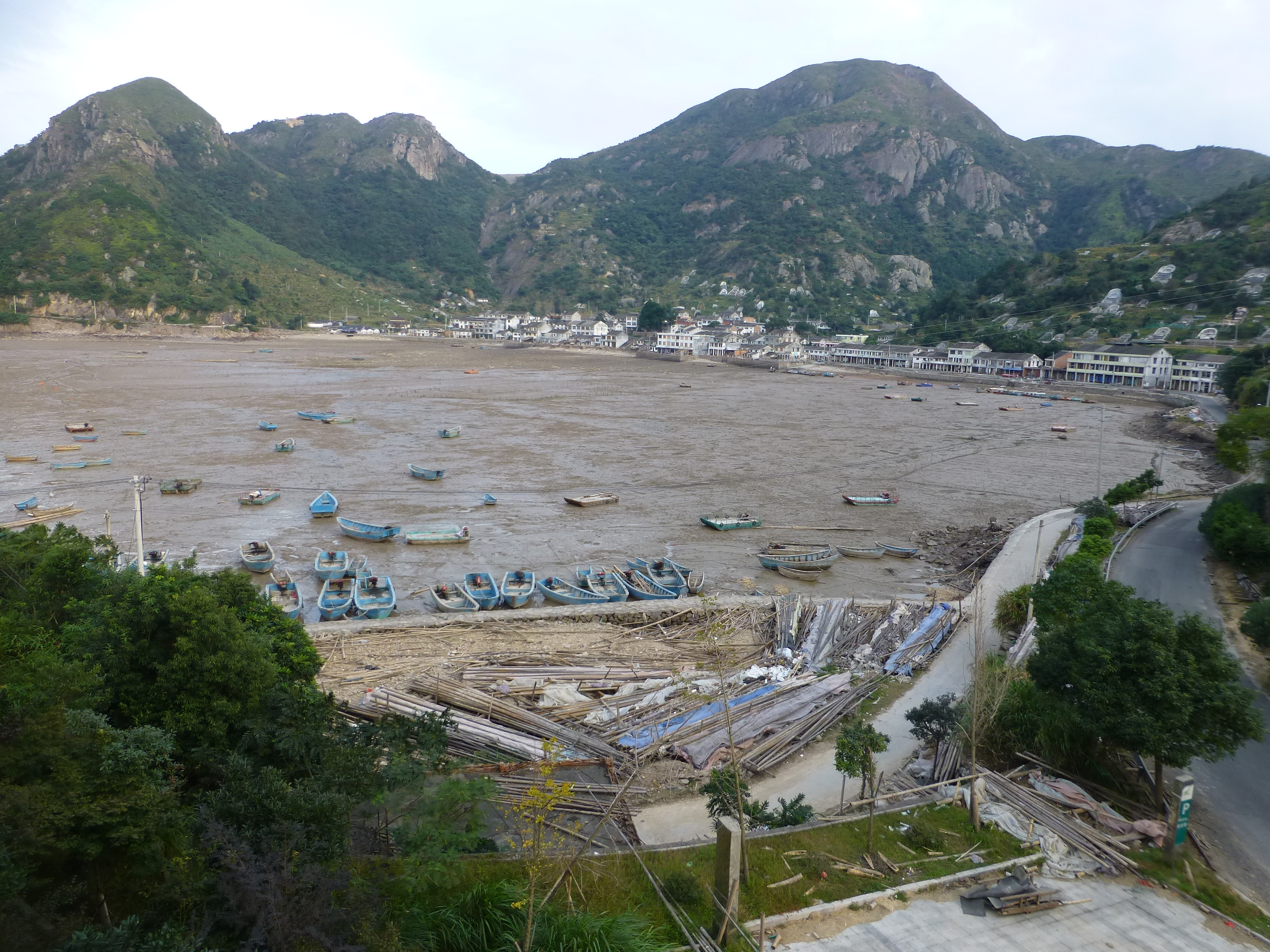
Малая вода. Гавань деревни Юйао (уезд Цаннань, Чжэцзян) на Восточно-Китайском море

Применительно к планете Земля приливной эффект является причиной смещения гравитационного поля Земли в сторону массы Луны.

### Приливообразующий потенциал
(концепция акад. Шулейкина)
Пренебрегая размером, строением и формой Луны, запишем удельную силу притяжения пробного тела, находящегося на Земле.
Пусть {\displaystyle \mathbf {r} '} — радиус-вектор, направленный от пробного тела в сторону Луны, {\displaystyle r'} — длина этого вектора. В этом случае сила притяжения этого тела Луной будет равна
{\displaystyle \mathbf {F} ={\frac {G{{M}_{L}}}{r{{'}^{3}}}}\mathbf {r} ',\quad } (1)
где {\displaystyle G{{M}_{L}}} — селенометрическая гравитационная постоянная. Пробное тело поместим в точку {\displaystyle P}. Сила притяжения пробного тела, помещённого в центр масс Земли будет равна
{\displaystyle {{\mathbf {F} }_{0}}={\frac {G{{M}_{L}}}{{r}^{3}}}\mathbf {r} .\quad (2)}
Здесь под {\displaystyle \mathbf {r} } и {\displaystyle r} понимаются радиус-вектор, соединяющий центры масс Земли и Луны, и их абсолютные величины. Приливной силой мы будем называть разность этих двух сил тяготения
{\displaystyle {{\mathbf {F} }_{fl}}=\mathbf {F} -{{\mathbf {F} }_{0}}.\quad (3)}
В формулах (1) и (2) Луна считается шаром со сферически-симметричным распределением масс.
Силовая функция притяжения пробного тела Луной ничем не отличается от силовой функции притяжения шара и равна {\displaystyle {}^{G{{M}_{L}}}\!\!\diagup \!\!{}_{r'}\;}
Вторая сила приложена к центру масс Земли и является строго постоянной величиной. Для получения силовой функции для этой силы мы введём временную систему координат. Ось {\displaystyle Ox} проведём из центра Земли и направим в сторону Луны. Направления двух других осей оставим произвольными. Тогда силовая функция силы {\displaystyle {{\mathbf {F} }_{0}}} будет равна
{\displaystyle {\frac {G{{M}_{L}}}{{r}^{2}}}x+\operatorname {const} }. Приливообразующий потенциал будет равен разности этих двух силовых функций. Обозначим его
{\displaystyle \delta W}, получим
{\displaystyle \delta W={\frac {G{{M}_{L}}}{r'}}-{\frac {G{{M}_{L}}}{{r}^{2}}}x-\operatorname {const} .}
Постоянную
{\displaystyle \operatorname {const} } определим из условия нормировки, согласно которому приливообразующий потенциал в центре Земли равен нулю. В центре Земли
{\displaystyle x=0,}
{\displaystyle r'=r.}
Отсюда следует, что
{\displaystyle {\frac {G{{M}_{L}}}{r}}=\operatorname {const} .}
Следовательно, мы получаем окончательную формулу приливообразующего потенциала в виде
{\displaystyle {\frac {G{{M}_{L}}}{r'}}-{\frac {G{{M}_{L}}}{{r}^{2}}}x-{\frac {G{{M}_{L}}}{r}}.\quad (4)}
Поскольку
{\displaystyle r'={\sqrt {{{\left(r-x\right)}^{2}}+{{y}^{2}}+{{z}^{2}}}},}
то
{\displaystyle {\frac {1}{r'}}={\frac {1}{r}}{{\left[{{\left(1-{\frac {x}{r}}\right)}^{2}}+{\frac {{{y}^{2}}+{{z}^{2}}}{{r}^{2}}}\right]}^{-{\frac {1}{2}}}}.}
При малых величинах
{\displaystyle {x}/{r}\;}, {\displaystyle {y}/{r}\;}, {\displaystyle {z}/{r}\;}, учитывая второй порядок малости, последнее выражение можно представить в следующем виде
{\displaystyle {\frac {1}{r'}}\approx {\frac {1}{r}}\left(1+{\frac {x}{r}}+{\frac {2{{x}^{2}}-{{y}^{2}}-{{z}^{2}}}{2{{r}^{2}}}}\right).\quad (5)}
Подставив (5) в (4), получим
{\displaystyle \delta W=G{{M}_{L}}{\frac {2{{x}^{2}}-{{y}^{2}}-{{z}^{2}}}{2{{r}^{3}}}}.\quad (6)}

### Деформация поверхности планеты под действием приливов и отливов
Возмущающее воздействие приливного потенциала деформирует уровненную поверхность планеты. Оценим это воздействие, считая, что Земля представляет собой шар со сферически-симметричным распределением массы. Невозмущённый гравитационный потенциал Земли на поверхности будет равен
{\displaystyle {\frac {GM}{R}}.}
Для точки {\displaystyle P,} находящейся на расстоянии {\displaystyle \rho }
от центра сферы, гравитационный потенциал Земли равен
{\displaystyle {\frac {GM}{\rho }}.}
Сократив на гравитационную постоянную, получим
{\displaystyle {\frac {1}{\rho }}+{\frac {{M}_{L}}{M}}\cdot {\frac {2{{x}^{2}}-{{y}^{2}}-{{z}^{2}}}{2{{r}^{3}}}}={\frac {1}{R}}.}
Здесь переменными величинами являются: {\displaystyle x,y,z} и {\displaystyle \rho .}
Обозначим отношение масс гравитирующего тела к массе планеты греческой буквой: {\displaystyle \mu }
и решим полученное выражение относительно {\displaystyle \rho }:
{\displaystyle \rho =R{{\left(1-\mu {\frac {R}{r}}\cdot {\frac {2{{x}^{2}}-{{y}^{2}}-{{z}^{2}}}{2{{r}^{2}}}}\right)}^{-1}}\approx R\left(1+\mu {\frac {R}{r}}\cdot {\frac {2{{x}^{2}}-{{y}^{2}}-{{z}^{2}}}{2{{r}^{2}}}}\right).}
Так как
{\displaystyle {{\rho }^{2}}={{x}^{2}}+{{y}^{2}}+{{z}^{2}}}
с той же степенью точности получим
{\displaystyle {\frac {{x}^{2}}{{R}^{2}}}\left(1-2\mu {\frac {{R}^{3}}{{r}^{3}}}\right)+{\frac {{{y}^{2}}+{{z}^{2}}}{{R}^{2}}}\left(1+\mu {\frac {{R}^{3}}{{r}^{3}}}\right)=1.}
Учитывая малость отношения {\displaystyle {R}/{r}\;} последние выражения можно записать так
{\displaystyle {\frac {{x}^{2}}{{{R}^{2}}\left(1+2\mu {\frac {{R}^{3}}{{r}^{3}}}\right)}}+{\frac {{{y}^{2}}+{{z}^{2}}}{{{R}^{2}}\left(1-\mu {\frac {{R}^{3}}{{r}^{3}}}\right)}}=1.}
Мы получили, таким образом, уравнение двухосного эллипсоида, у которого ось вращения совпадает с осью {\displaystyle Ox},
то есть с прямой, соединяющей тяготеющее тело с центром Земли. Полуоси этого эллипсоида в первом приближении равны
{\displaystyle a=\left(1+\mu {\frac {{R}^{3}}{{r}^{3}}}\right)R,\,\,\,b=c=\left(1-\mu {\frac {{R}^{3}}{2{{r}^{3}}}}\right)R.}
Приведём в конце небольшую численную иллюстрацию данного эффекта. Вычислим приливные «горбы» на Земле, вызванные притяжением Луны и Солнца.
Радиус Земли равен {\displaystyle R=6378} км, расстояние между центрами Земли и Луны с учётом нестабильности лунной орбиты {\displaystyle r=384,4\cdot {{10}^{3}}} км, отношение массы Земли к массе Луны равно 81:1 ({\displaystyle \mu =0,012345679}). Очевидно, что при подстановке в формулу мы получим величину, примерно равную 36 см.
Для вычисления приливного «горба», вызванного Солнцем, используем среднее расстояние от Земли до Солнца, равное {\displaystyle r=149,6\cdot {{10}^{6}}} км, и отношение массы Солнца к массе Земли {\displaystyle \mu =332982}. В этом случае получаем величину «горба» около 16 см.